# 독일투쟁동맹
독일투쟁동맹(독일어: Deutscher Kampfbund 도이체 캄프분트[*])은 1920년대 바이에른 지역의 국민주의 세력들이 형성한 동맹체다. 아돌프 히틀러의 나치당, 돌격대, 오버란트 동맹, 국가전쟁기동맹 등이 참여했다. 히틀러가 동맹의 정치지도자로 추대되었고, 헤르만 크리벨이 군사부문을 지도했다.
1923년 9월 30일 히틀러를 비롯한 국민주의 정파들의 지도자들이 독일인의 날(1870년 보불전쟁의 승리를 기념하는 날) 행사에 참여한 자리에서 발족되었다. 동맹체를 조직한 이유는 극우들 사이의 의제를 통일하고, 바이에른 정부와 독일 중앙정부 사이의 분열을 이용하기 위한 준비를 하기 위해서였다. 며칠 뒤 베를린의 슈트레제만 내각이 프랑스군의 루르 점령에 저항하지 말라는 명령을 내리자 극우동맹체 결성은 더욱 탄력을 받았다. 그 뒤 같은 해 11월 뮌헨에서 맥주홀 폭동을 일으키고 진압당해 해산되었다.